# The Wrong Place
«The Wrong Place» (с англ. — «Не то место») — песня бельгийской группы Hooverphonic, с которой представляла Бельгию на конкурсе песни «Евровидение-2021», после того как была внутренне отобрана национальными вещателями Vlaamse Radio-en Televisieomroeporganisatie (VRT) и Radio Télévision Belge de la Communauté Française (RTBF).

## Конкурс песни «Евровидение»
20 марта 2020 года VRT и RTBF объявили бельгийскую группу Hooverphonic представителем страны на конкурсе песни «Евровидение-2021». Несмотря на то, что мелодия явно скопирована с песни «Sans contrefaçon» (музыка Лоран Бутонна, слова Милен Фармер) с альбома Ainsi soit je… (1988).
65-й конкурс «Евровидение», прошедший в Роттердаме, Нидерланды, состоял из двух полуфиналов 18 мая и 20 мая 2021 года, и финала, состоявшийся 22 мая 2021 года. 17 ноября 2020 года было объявлено, что Бельгия выступит во второй половине первого полуфинала конкурса. Hooverphonic выступила под одиннадцатым номером в полуфинале и прошла в финал.

## Позиции в чартах
| Чарт (2021)                               | Высшая позиция |
| ----------------------------------------- | -------------- |
| Бельгия/Фландрия (Ultratop 50)            | 1              |
| Бельгия/Валлония (Ultratop 50)            | 27             |
| Lithuania (AGATA)                         | 15             |
| Нидерланды (Single Top 100)               | 89             |
| Sweden Heatseeker (Sverigetopplistan)     | 1              |
| Великобритания (OCC UK Singles Downloads) | 77             |